# Veine gastrique
Cet article court présente un sujet plus développé dans : Veine gastrique courte, Veine gastrique droite et Veine gastrique gauche.
Les veines gastriques sont des veines qui drainent l'estomac humain. Elles comprennent :
- les quatre ou cinq veines gastriques courtes, qui drainent le fundus gastrique et la partie gauche de la grande courbure ;
- la veine gastrique droite, qui draine de gauche à droite la petite courbure ;
- la veine gastrique gauche, qui draine de droite à gauche la petite courbure.